# Kate Toncray
Kate Toncray (née en 1867 à Saint-Louis, morte le 6 décembre 1927 à New York) est une actrice américaine de l'époque du muet. Elle est apparue dans 180 films entre 1905 et 1925.

## Principaux films
- 1905 : The White Caps
- 1909 : The Little Darling
- 1910 : A Flash of Light (en) de D. W. Griffith
- 1910 : The Oath and the Man
- 1911 : La Rose de Salem (Rose O'Salem Town)
- 1911 : Sa confiance (His Trust)
- 1911 : Fate's Turning
- 1911 : Heart Beats of Long Ago
- 1911 : A Decree of Destiny
- 1911 : Camarades (Comrades)
- 1911 : Was He a Coward?
- 1911 : The Spanish Gypsy
- 1911 : The New Dress
- 1911 : The Primal Call
- 1911 : Des cœurs courageux (Fighting Blood)
- 1911 : The Indian Brothers
- 1911 : La Dernière Goutte d'eau (The Last Drop of Water) de D. W. Griffith
- 1911 : The Baron
- 1911 : Love in the Hills
- 1911 : The Battle de D. W. Griffith
- 1911 : Through Darkened Vales (en)
- 1911 : Le Cœur de l'avare (The Miser's Heart)
- 1912 : Pour son fils (For His Son)
- 1912 : Sous un ciel de feu (Under Burning Skies)
- 1912 : Le Commerce pour l'un, le crime pour l'autre (One Is Business, the Other Crime)
- 1912 : An Outcast Among Outcasts
- 1912 : Tomboy Bessie
- 1912 : Neighbors
- 1912 : The Sands of Dee
- 1912 : What the Doctor Ordered
- 1912 : The Tourists
- 1912 : The Inner Circle
- 1912 : A Change of Spirit
- 1912 : Blind Love de D. W. Griffith : la femme du pasteur
- 1912 : Heredity de D. W. Griffith
- 1913 : Love in an Apartment Hotel
- 1913 : The Hero of Little Italy
- 1913 : The Lady and the Mouse
- 1913 : Le Vagabond (The Wanderer) de D. W. Griffith : l'autre mère
- 1913 : Red Hicks Defies the World
- 1913 : Under the Shadow of the Law
- 1913 : So Runs the Way
- 1914 : Judith of Bethulia
- 1914 : Brute Force
- 1915 : Le Timide (The Lamb) de Christy Cabanne : la mère de Gerald
- 1916 : Puppets de Tod Browning : la veuve
- 1917 : Hands Up! de Tod Browning et Wilfred Lucas : Mme Farley
- 1917 : Petit Démon (Rebecca of Sunnybrook Farm) de Marshall Neilan : Mme Simpson
- 1918 : À la recherche du bonheur (Up the Road with Sallie) de William Desmond Taylor : Martha Cabot
- 1921 : L'École du charme (The Charm School) de James Cruze
- 1921 : Silent Years de Louis Gasnier
- 1923 : The Country Kid de William Beaudine
- 1925 : Bobbed Hair d'Alan Crosland
- 1925 : Un grand timide (The Narrow Street) de William Beaudine